# Jens Rickmeyer
Jens Rickmeyer (* 5. Juli 1945 in Hamburg) ist ein deutscher Japanologe, sein Spezialgebiet ist die Linguistik der japanischen Sprache.

## Lebenslauf
Schon während seiner Schulzeit besuchte Rickmeyer Kurse in Sprachen wie Hebräisch oder Aramäisch. Von 1965 bis 1972 absolvierte er sein Studium der Japanologie (Günther Wenck), der Sinologie und Allgemeinen Sprachwissenschaft an der Universität Hamburg, das er 1973 mit der Promotion abschloss. Nach Forschungstätigkeit in Deutschland und Japan und einer Professurvertretung an der Universität Marburg war er von 1987 bis 1991 Professor für Japanologie (Sprachwissenschaft) an der Universität Marburg. Von 1991 bis zu seinem vorzeitigen Ruhestand 2008 war er Professor für Sprache und Literatur Japans an der Universität Bochum.

## Werk
Rickmeyers zentrales Arbeitsgebiet ist die Beschreibung des modernen Japanischen in den Kerngebieten der Morphologie und Syntax. Seine Arbeitsweise ist der strukturalistischen Linguistik zuzuordnen. In der Morphologie definiert er Morphemklassen nach formalen Kriterien wie Stellung und Paradigmen. Seine Syntax ist dependentiell. Außerdem arbeitet er über Verbvalenz.
Sein wohl bekanntestes Werk ist die japanische Morphosyntax.
Weitere Arbeitsgebiete sind Klassischjapanisch, Altjapanisch und Ryūkyū.

## Veröffentlichungen (Auswahl)
- Einführung in das klassische Japanisch. Anhand der Gedichtanthologie „Hyakunin isshu“. Iudicium Verlag, München 2004, ISBN 3-89129-475-1.
- Japanische Morphosyntax. Groos, Heidelberg 1995, ISBN 3-87276-718-6 (früherer Titel: Morphosyntax der japanischen Gegenwartssprache).
- Klassischjapanische Lektüre. Genji no monogatari. Buske, Hamburg 1991, ISBN 3-87548-014-7.
- Kleines japanisches Valenzlexikon. 2. Aufl. Buske, Hamburg 2008, ISBN 978-3-87548-513-4.
- Die Komplementsätze im Modernen Japanischen. Buske, Hamburg 1973, ISBN 3-87118-148-X (Hamburger phonetische Beiträge; 11).